# Осрік Чау
Осрік Чау (англ. Osric Chau, кит. 周逸之, пін. Zhōu Yìzhī Чжоу Їчжи; нар. 20 липня 1986, Ванкувер) — канадський спортсмен і актор, найбільш відомий за роллю пророка Кевина в телесеріалі «Надприродне».
Народився у Ванкувері, Канада. Батько Чау походить із Гонконга, мати — з Малайзії. 

## Спортивна кар'єра
Від 2000 року почав займатися китайським бойовим мистецтвом ушу (школа-напрямок Він-Чунь) та традиційною гімнастикою тайцзіцюань під керівництвом майстра Чжан Чжибіна (кит.: 张志兵, Zhāng Zhìbīng) з Харбіна. Від 2004 р. почав тренуватися у школі Китайських бойових мистецтв Західного узбережжя (англ. West Coast Chinese Martial Arts) під керівництвом інструктора Брюса Фонтейна (англ. Bruce Fontaine) та у Спортивному університеті Пекіна — для підготовки до змагань. Після повернення з Китаю Осрік Чау був зарахований до складу канадської національної збірної з ушу. Майбутній актор брав участь у багатьох змаганнях у Канаді, де виборював різні нагороди.

## Кар'єра актора

### Фільмографія
| Рік       |    | Українська назва                                | Оригінальна назва                          | Роль |
| --------- | -- | ----------------------------------------------- | ------------------------------------------ | --- |
| 2018      | с  |                                                 | Demon X                                    | Дем'єн (Damien), основна роль                                                                                   |
| 2018      | кф | Наруто: Какасі проти Обіто                      | Naruto: Kakashi vs. Obito                  | Обіто Утіха (Obito Uchiha)                                                                                      |
| 2012—2018 | с  | Надприродне                                     | Supernatural                               | Кевін Трен (Чен, Kevin Tran), 18 епізодів                                                                       |
| 2018      | кф | Токійський гуль                                 | Tokyo Ghoul                                | Канекі (Kaneki)                                                                                                 |
| 2018      | ф  | Статус: Update                                  | Status Update                              | Дональд Фу (Donald Fu)                                                                                          |
| 2016—2017 | с  | Холістичне детективне агентство Дірка Джентлі   | Dirk Gently's Holistic Detective Agency    | Фогель (Vogel), 15 серій                                                                                        |
| 2017      | ф  | Утрачено при перевезенні (Труднощі перевезення) | Lost in Transit                            | Джейсон (Jason)                                                                                                 |
| 2017      | ф  | Бун: Призове змагання                           | Boone: The Bounty Hunter                   | Денні (Denny)                                                                                                   |
| 2017      | с  | Мислити як злочинець: За кордоном               | Criminal Minds: Beyond Borders             | Гуї (Gui), 1 серія                                                                                              |
| 2016—2017 | с  | Королі комік-кона                               | Kings of Con                               | камео (4 випуски)                                                                                               |
| 2016      | ф  | Матч                                            | The Matchbreaker                           | Сем (Sam) |
| 2016      | кф | Глухе вікно                                     | The Deadlight                              | Цескій (Caescius)                                                                                               |
| 2016      | ф  | Убивство По                                     | Killing Poe                                | Бад Полинські (Bud Polinski)                                                                                    |
| 2015      | с  | Кров і вода                                     | Blood and Water                            | Чарльз Сє (Charles Xie), 5 епізодів                                                                             |
| 2015      | кф | Храм                                            | Temple                                     | |
| 2015      | ф  | Без надії на спокуту                            | Beyond Redemption                          | Rickson |
| 2015      | с  | Лос-анджелеські Лі                              | The Lees of Los Angeles                    | Глен Лі (Glen Lee), 1 епізод                                                                                    |
| 2015      | с  |                                                 | Drained World                              | |
| 2015      | с  | На чверть русалка                               | 1/4 Mermaid                                | Джаґо (Jago), 1 епізод                                                                                          |
| 2014—2015 | с  | Голлівуд-шоу                                    | The Hillywood Show                         | Сем Вінчестер (Sam Winchester) / Гленн Рі (Glenn Rhee) в пародіях на серіали «Надприродне» та «І мертві підуть» |
| 2014      | кф | Зомбі кунг-фу                                   | Kung Fu Zombie                             | Ромео (Romeo)                                                                                                   |
| 2014      | тф | Лише людина                                     | Only Human                                 | Білл (Bill) |
| 2014      | кф |                                                 | Next Like                                  | Кріс Цзян (Chris Jiang)                                                                                         |
| 2014      | ф  | Молодий Кесьлевський                            | The Young Kieslowski                       | Чо (Cho) |
| 2014      | с  | Сотня                                           | The 100                                    | Червоноокий (1 епізод)                                                                                          |
| 2014      | кф | Ідеальне розлучення                             | The Perfect Divorce                        | Джей (Jay) |
| 2014      | кф | Проект «Акіра»                                  | The Akira Project                          | Канеда Сьотаро (Kaneda Shotaro)                                                                                 |
| 2012      | кф |                                                 | Return of the Dragon Returns in 60 Seconds | Тан Лун (Tang Lung) / сценарист                                                                                 |
| 2012      | с  | Halo 4: Йдучи до світанку                       | Halo 4: Forward Unto Dawn                  | Цзуньцзє Чень (Junjie Chen)                                                                                     |
| 2012      | ф  | Коротун                                         | Fun Size                                   | Пен (Peng) |
| 2012      | ф  | Людина з залізними кулаками                     | The Man with the Iron Fists                | Помічник коваля (Blacksmith's Assistant)                                                                        |
| 2012      | кф |                                                 | Must Come Down                             | Хлопець (Boy) / режисер                                                                                         |
| 2012      | вг |                                                 | Sleeping Dogs                              | Вінсент (Vincent), голос                                                                                        |
| 2012      | с  |                                                 | Mister French Taste                        | Леон (Leon) / сценарист (1 епізод)                                                                              |
| 2011      | кф | Еліксир                                         | Elixir                                     | головна роль |
| 2011      | тф | Найкращий гравець                               | Best Player                                | Друг Еша (Ash's Friend)                                                                                         |
| 2011      | ф  | Чого хочуть жінки                               | кит. 我知女人心, пін. Wǒ zhī nǚrén xīn'    | Чень Еждун |
| 2009      | кф |                                                 | Gardenesque                                | Том (Tom) |
| 2009      | ф  | 2012                                            | 2012                                       | Німа (Nima) |
| 2009      | с  | Мисливці за монстрами                           | The Troop                                  | Гектор (Hector)                                                                                                 |
| 2009      | кф |                                                 | Rasa                                       | Аймер (Imer) |
| 2008      | тф |                                                 | Kung Fu Killer                             | Лан Хань (Lang Han)                                                                                             |
| 2007      | с  | Хлопці-дракони                                  | Dragon Boys                                | Підліток (Teen)                                                                                                 |
| 2002      | с  | Крутий загін                                    | Cold Squad                                 | Вік Днанг (Vic Dnang)                                                                                           |